# Logopedist
Een logopedist of logopediste is een paramedische therapeut die preventie, zorg, training en advies biedt met betrekking tot de primaire mondfuncties (zuigen, slikken en kauwen), het gehoor, de stem, de taal en de spraak. Logopedische interventie is gericht op communicatie (begrip en productie van gesproken en geschreven taal maar ook ondersteunende communicatie) en eten en drinken in de orale en faryngeale fase.
In België is de beroepstitel van logopedist vastgelegd bij Koninklijk Besluit van 20 oktober 1994. In Nederland is de beroepstitel beschermd door het Besluit Logopedie.

## Bekende logopedisten
- Edwin Abath, Arubaans politicus, zanger en logopedist
- Gerritdina Benders-Letteboer, Nederlands logopedist, verzetstrijder tijdens de Tweede Wereldoorlog
- Eva Bernoulli, Zwitsers actrice en logopedist
- Hallie Quinn Brown, Amerikaans onderwijzer, activist en elocutionist. Een van de grondleggers van spraakexpressie, een voorloper van de logopedie, met bijzondere betekenis voor Afro-Amerikaanse taalprofessionals.
- Judith Bokhove, Nederlands politicus, oorspronkelijk logopedist
- Tiete Damsté-Terpstra, Nederlands logopedist, oprichter van het Damsté-Terpstra Fonds
- Branco van Dantzig, Nederlands zang- en spreekpedagoog, grondlegger van de logopedie in Nederland, bekend
- Eva van Dantzig, Nederlands pianist en logopedist
- Marijn van Dantzig, Nederlandse logopedist, docent en publicist.
- Nel Ensberg, eerste Surinaamse logopedist
- Anna Fles (pseudoniem E.M. Eldar), Nederlands spraak- en zangdocent, bekend van haar leerboek Schrijven en Zingen
- Ellen Gerrits, eerste Nederlandse lector logopedie aan de Hogeschool Utrecht en eerste logopedist in de functie van hoogleraar logopediewetenschap aan de Universiteit Utrecht
- Hanneke Kalf, Nederlands logopedist, universitair docent en onderzoeker aan het Radboudumc. Internationaal expert in de behandeling van dysfagie bij de ziekte van Parkinson en andere neurologische aandoeningen.
- Maria Krabbe, Nederlands logopedist van kinderen met leerproblemen, introduceerde het begrip beelddenken in het Nederlandse taalgebied
- Corien Jonker, Nederlands politicus, begon haar carrière als logopedist bij de Immigratie- en Naturalisatiedienst
- Lionel Logue, Australisch acteur en logopedist, behandelde koning George VI van het Verenigd Koninkrijk voor stotteren
- Jac Linders, Nederlands kinderboekenschrijver en logopedist
- Jetty Mathurin, Surinaams-Nederlandse cabaretière en actrice, oorspronkelijk logopedist en docent
- Marie-Thérèse Maesen, Vlaams zangeres en logopedist, ontwikkelde ademhalingstechnieken voor sprekers, zangers en blazers
- Els Meeus, Vlaams actrice en logopedist
- Dorine Niezing, Nederlands zangeres, actrice, regisseur en logopedist/docent beroepssprekers bij de Hogeschool van Amsterdam
- Claire Penn, Zuid-Afrikaans logopedist, bekleedde de leerstoel Spraakpathologie en Audiologie aan de Universiteit van de Witwatersrand
- Georgette Rejewski, Vlaams actrice en logopedist
- Sara Mae Stinchfield Hawk, Amerikaans logopedist. Eerste Amerikaan die promoveerde in de spraak- en taalpathologie (1922) en medeoprichter van de American Speech–Language–Hearing Association (ASHA).
- Mathilde d'Udekem d'Acoz, Belgische koningin, werkte als logopedist in Brussel
- Viv Van Dingenen, Vlaams actrice, begon haar carrière als logopedist
- Geert Van Maele, Vlaams docent, schrijver en logopedist
- Charles Van Riper, Amerikaans logopedist, grondlegger van de Van Riper-methode voor spraak- en stottertherapie
- Catherine Hull Van Riper, eerste Amerikaanse vrouwelijke logopedist, werkte samen met haar man Charles aan publicaties over stotteren
- Hanny Veldkamp, Nederlands stemdocent en logopedist aan de Amsterdamse Theaterschool en het Conservatorium van Amsterdam
- Klaas Veldkamp, Nederlands logopedist, dirigent en docent, onder andere aan de Kweekschool voor onderwijzers en Rijksuniversiteit Groningen
- Pierre de Villiers Pienaar, Zuid-Afrikaans logopedist, professor aan de Universiteit van de Witwatersrand en de Universiteit van Pretoria
- Riet Wille, Vlaams logopedist en kinderboekenschrijver, met name voor beginnende en moeilijke lezers